# Margibi County
Margibi County är en region i Liberia. Den ligger i den centrala delen av landet, 60 km nordost om huvudstaden Monrovia. Antalet invånare är 199 689. Arean är 2 616 kvadratkilometer. Dess regionhuvudort är Kakata.
Margibi County delas in i följande distrikt: Firestone, Gibi, Kakata District och Mambah Kaba.